# World of Warcraft: Arthas el Ascenso del Rey Exanime
Arthas el Ascenso del Rey Exánime es una novela escrita por Christie Golden, la autora de Star Trek y otras novelas de Warcraft, sobre la vida de Arthas Menethil desde su más tierna infancia hasta llegar a convertirse en el Rey Exánime. Se publicó el 21 de abril de 2009.

## Resumen de la trama
La trama de la obra se desarrolla durante un período extenso, y cuenta con capítulos duplicados de otras novelas, como por ejemplo, Mareas Tenebrosas, Más allá del Portal Oscuro, Día del Dragón, Reino del Caos, El Trono Helado y la Ira del Rey Lich. Sin embargo, pese a que las escenas siguen siendo las mismas, son vividos desde puntos de vista alternativos.
La historia inicia cuando Arthas tiene apenas nueve años, en el período comprendido entre la primera y segunda guerra. Anduin Lothar y Varian Wrynn llegan a Lordaeron para anunciar la caída de Ventormenta. Arthas y Varian juegan juntos, aunque mientras Varian fue entrenado para combatir desde la infancia, Arthas fue protegido de tales enseñanzas de su padre. No obstante, Muradin Barbabronce se encuentra a Arthas luchando contra orcos imaginarios mientras que las fuerzas de la Alianza batallan contra la Horda en Draenor. Por ello Muradin se ofrece para entrenarlo al ver como emula con tanto ímpetu a sus héroes en guerra.
Más tarde, cuando Arthas comienza a asumir las responsabilidades de un príncipe,  visita la Fortaleza de Durnholde, campo de internamiento donde están recluidos los orcos tras la finalización de la segunda guerra, viendo a Thrall luchar contra otros adversarios en la arena de gladiadores con asombrosa destreza.
Se hace mención de su jinete Invencible, al cual el vio nacer, y con el que galopaba libre. Un día, en una tarde helada y fría, su caballo es herido de gravedad y Arthas no puede más que sacrificarlo para que deje de sufrir. En ese instante promete que nunca más permitirá que nadie ni nada querido vuelva a sufrir. Además visita Quel’Thalas donde conoce a los elfos nobles, para más tarde instalarse como Caballero de la Mano de Plata en la Catedral de la Luz.
Finalmente, se inicia la tercera guerra. Arthas y Uther junto a sus soldados son designados para defender las aldeas que están siendo atacadas por orcos. Asimismo,  se habla de una enfermedad que está asolando las tierras humanas por lo que a Arthas y Jaina tienen que esclarecer las causas de estas. Consecuentemente, matan a Kel'Thuzad, antiguo miembro del Kirin Tor, en Andorhal convertir en muertos vivientes a los aldeanos. En ese momento se dan cuenta de que, debido al grano que ha sido infectado por magia demoníaca, han sido contaminados. Con el fin de avisar de que no se consuma el grano infectado, parten a Vega del Amparo. Arthas, Jaina y su ejército llegan al pueblo demasiado tarde. Los habitantes se habían convertido en muertos vivientes y estaban atacando al resto.
Ante esta situación, Arthas decide acudir a la ciudad más próxima, Stratholme. Una vez allí, comprueban que los residentes de dicha ciudad ya habían consumido el grano infectado, con lo cual deciden purgar la ciudad para evitar que se conviertan en muertos vivientes. Esta idea provoca que Uther y Jaina se opongan y abandonen a Arthas. A pesar de ello, el príncipe prosigue con sus planes e inicia el purgatorio. Es en ese momento cuando coincide con Mal’Ganis, el demonio que está orquestando esta infección. 
Sin embargo, antes de poder asesinarlo, el demonio le obliga a marchar a las frías tierras de Northrend todo tendrá su fin. Allí encuentran a Muradín Barbabronce que explica que están siendo atacados por muertos vivientes. Ambos unen sus fuerzas para destruir la base de los muertos vivientes, pero no logran encontrar a Mal’Ganis. Dado su fracaso y sin saber cómo acabar con el demonio, Muradin explica a Arthas que existe una espada legendaria con la cual podrían acabar con Mal’Ganis. 
Una vez encuentran la espada, protegida por un poderoso espectro, éste les comenta que no deben cogerla. Mientras Arthas se libera de él, Muradin lee las inscripciones del altar y afirma que está maldita. Aun así, el príncipe la toma y el cristal que la cubre estalla hiriendo mortalmente a Muradin.
Finalmente, Arthas llega a la base con la espada y consigue vencer a los muertos vivientes. Una vez llega a Mal’Ganis, le asesina sin que este se lo esperara. Tras ello, Arthas desaparece en una tormenta de nieve, en la cual abandona a sus hombres.  Sin más compañía que su persona, se encamina a Lordaeron para reclamar su recompensa, guiado por la voz del Señor Oscuro.

## Recepción
Arthas alcanzó el puesto 16 en la lista de Best Sellers del New York Time el 10 de mayo de 2009.